# Carlos Pizarro Leongómez
Carlos Pizarro Leongómez (Cartagena de Indias, 6 giugno 1951 – Bogotà, 26 aprile 1990) è stato un guerrigliero e politico colombiano.
È stato fondatore e dirigente del gruppo guerrigliero M-19 ed ha portato avanti il processo di smobilitazione dello stesso e di conversione nel partito Alianza Democrática M-19, che lo candidò alle presidenziali del 1990, ma venne assassinato durante la campagna elettorale. Nella stessa campagna elettoriale sono stati assassinati il candidato della Unión Patriótica, Bernardo Jaramillo, e quello del partito liberale, Luis Carlos Galan.

## Biografia
Figlio dell'ammiraglio della marina Juan Antonio Pizarro, durante gli studi di giurisprudenza si appassiona alla politica entrando a far parte della JUCO (gioventù comunista colombiana), dopodiché decide di abbandonare la via della politica per dedicarsi a lavori sociali nelle zone della Colombia dove più alto è il conflitto. A 18 anni si arruola nelle FARC, ma dopo divergenze con gli altri membri del gruppo sarà fra i fondatori dell'M-19 nel 1973. Nel 1979 viene arrestato, torturato e detenuto nel carcere di Santander, per poi essere trasferito nel carcere di Bogotà, dove rimane fino al 1982, quando beneficia di un'amnistia concessa dal governo di Belisario Betancur. Dopo una tregua nel 1984 (fallita l'anno successivo), è solo dopo il sequestro da parte dell'M-19 di Alvaro Gómez Hurtado e la sua liberazione che iniziano le vere trattative fra M-19 e lo stato colombiano; trattative che ebbero anche ad oggetto la creazione di un'assemblea costituente per una nuova costituzione.
Nel 1988 il presidente Barco annuncia l'avvio ufficiale del processo di pace e smobilitazione con l'M-19, che termina nel marzo 1990, quando l'M-19 consegna pubblicamente le armi a Santo Domingo, nella regione del Cauca ed annuncia poi la sua partecipazione alla vita democratica e la sua conversione nel partito politico Alianza democrática M-19.
Dal suo ingresso nella vita civile, Pizarro fu estremamente popolare, visto come un trionfatore, ricevendo i saluti persino dell'ex presidente Julio César Turbay, l'autore della grande repressione statale; qualche rotocalco lo definiva il più bel colombiano vivente, un misto fra Omar Sharif e Che Guevara. Si annunciava fra l'altro una probabile alleanza di Pizarro con l'UP (il partito marxista nato dalle FARC) di Jaramillo.
Venne ucciso il 26 aprile 1990 su un aereo in volo fra Bogotà e Barranquilla, da un sicario (ucciso in seguito dalla polizia, dopo che si era già arreso); l'aereo atterrò una decina di minuti dopo il decollo, ma Pizarro era già morto.
Lo stato accusò Pablo Escobar, che ribatté  di avere sempre avuto ottime relazioni con i compagni dell'M-19, cosicché l'omicidio fu poi attribuito alle Autodefensas Unidas de Colombia di Carlos Castaño Gil.